# Río Rudrón

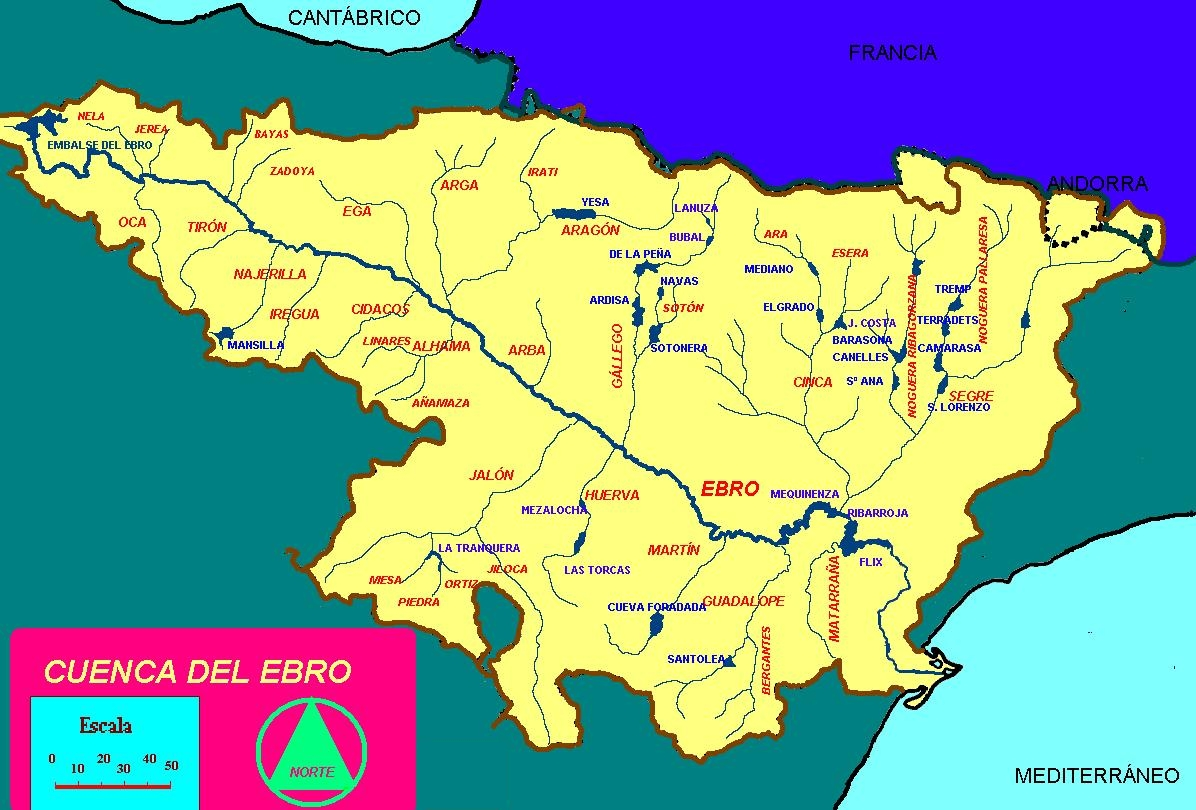
Einzugsgebiet (cuenca) und Zuflüsse des Ebro

Der Río Rudrón entspringt in der Cueva de los Moros, einer Felshöhle nordöstlich der Ortschaft San Mamés de Abar im Nordwesten der Provinz Burgos und fließt anschließend in östlicher und nordöstlicher Richtung, bis er nach gut 42 km auf dem Gemeindegebiet von Valle de Sedano etwa 2,0 km nordöstlich des Ortes Valdelateja in den Oberlauf des Ebro mündet.

## Nebenflüsse
Einziger größerer Nebenfluss ist der Río Moradillo. Etwa 500 m hinter dessen Einmündung befindet sich die Karstquelle Pozo Azul.

## Orte
Entlang des Flusses gibt es nur kleinere Dörfer und Weiler mit weniger als 50 Einwohnern.

## Sehenswürdigkeiten
Zwischen den Ortschaften Hoyos del Tozo und Moradillo del Castillo führt ein etwa 17 km langer Rundwanderweg durch die Schlucht (cañon) des Río Rudrón. 

## Weblinks

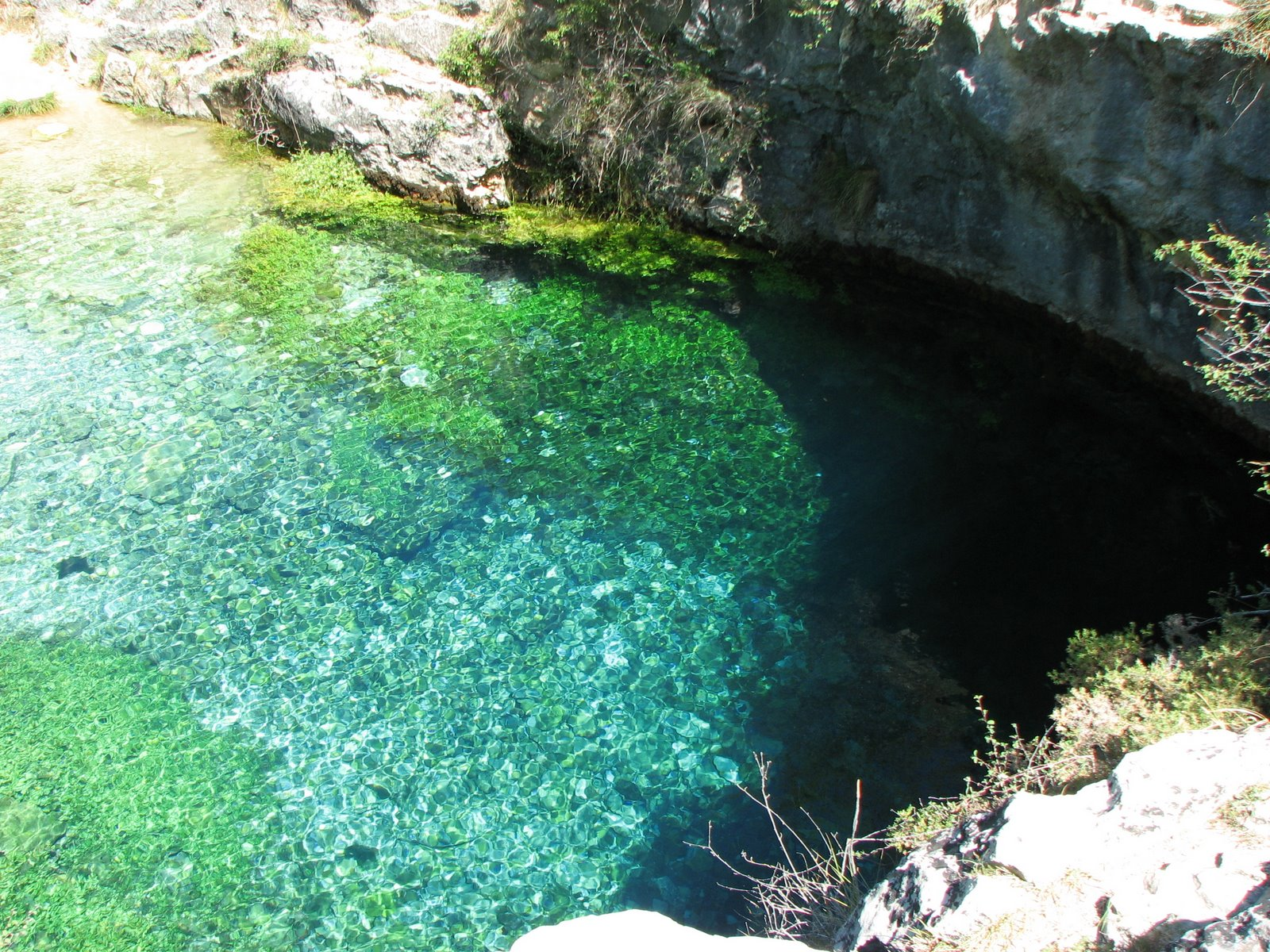
Karstquelle Pozo Azul